# Peignoir

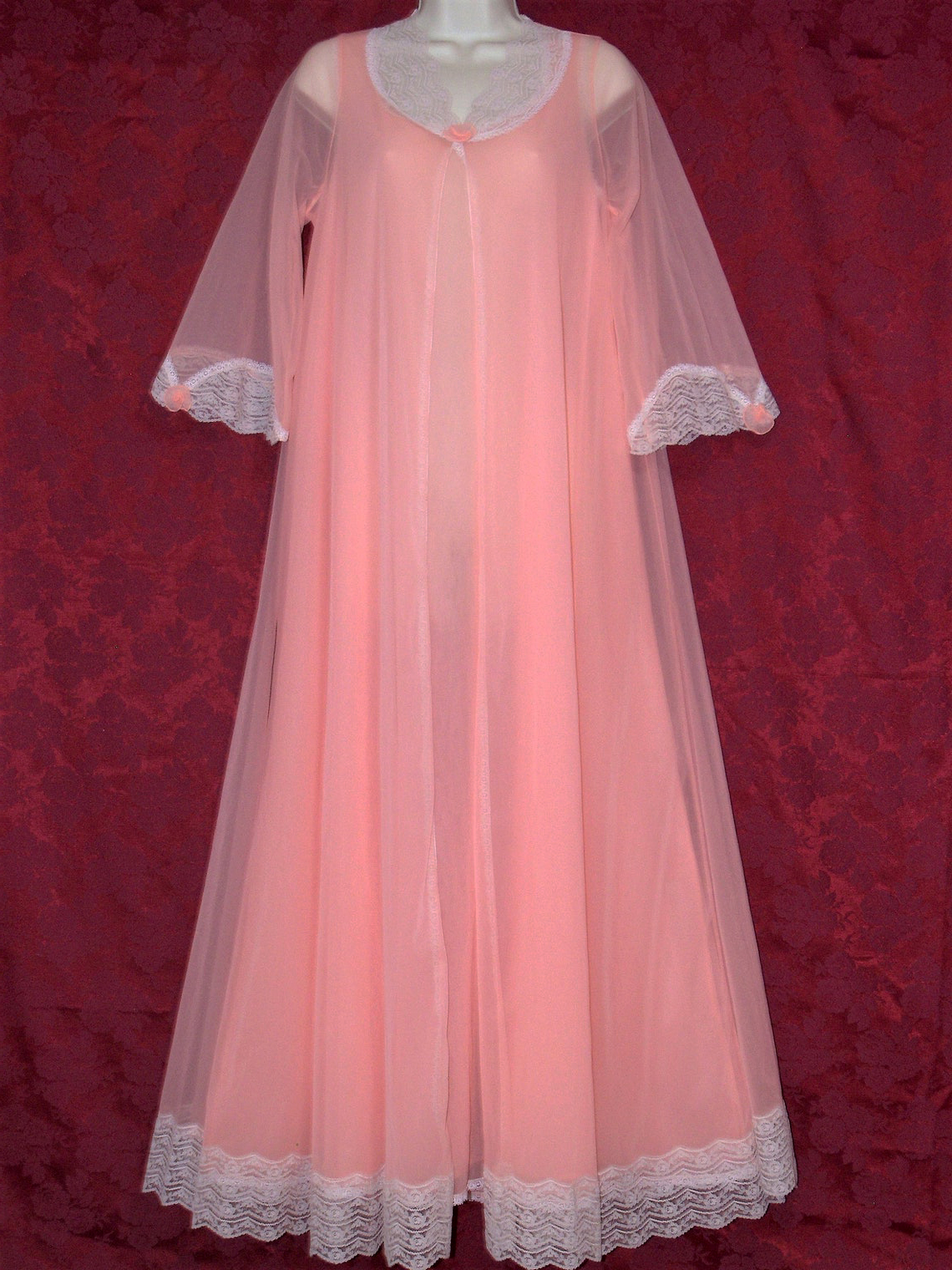
Peignoir och nattlinne.

Peignoir eller penjoar (franska peignoir, av peigner, kamma) är en löst fallande morgonklänning för kvinnor. Ursprungligen användes den när en kvinna skulle kamma och vårda sitt hår, därav benämningen kamkofta. Peignoiren kan variera i längd, men den brukar vanligtvis vara fotsid. Den bärs vanligen över ett nattlinne.